# Тлемсен (город)
Тлемсе́н (араб. تلمسان‎, лат. Pomaria) — город на северо-западе Алжира, административный центр одноимённого вилайета.
Город имеет древнюю историю, его называют «жемчужиной Магриба». Расположен недалеко от побережья Алжира, на отдалении ок. 40 км от Средиземного моря. Окружён виноградниками и оливковыми садами. Знаменит кожевенной и текстильной промышленностью, а также производством ковров. Тлемсен является также туристическим объектом, благодаря сохранившимся в нём памятникам берберской, арабской, турецкой и французской колониальной культур.
Название города происходит от берберских слов «Тала Имсан» ( на древнеливийском письме), что означает «сухой ручей». Название иногда записывается как «Тлемсан» или «Тилимсен».

## История
Тлемсен основан римлянами в IV веке под названием «Помария» как военное укрепление. В том же веке он стал центром диоцеза католической церкви, а его епископ Виктор участвовал в Карфагенском соборе 411 года. Епископ Гонорат был изгнан в 484 году королём вандалов Хунерихом за отрицание арианства. Вплоть до арабского завоевания в 708 году в городе было многочисленное христианское население. В конце VIII и в IX веках Тлемсен стал столицей самостоятельного государства Бану-Ифран, управляемого хариджитами. В 786/7—931 годах в Тлемсене правила алидская династия Сулейманидов, родоначальник которой — Сулейман ибн Абдаллах — был братом Идриса I, основателя марокканской династии Идрисидов. В 1082 году главнокомандующий войсками Альморавидов (позже эмир) Юсуф ибн Ташфин основал город Таграрт, позже слившийся в Помарией и образовавший Тлемсен. Во время правления Альмохадов город стал крупнейшим торговым центром Магриба. В 1239 году он перешёл под управление династии Абдальвадидов и с 1236 по 1554 год был их столицей.

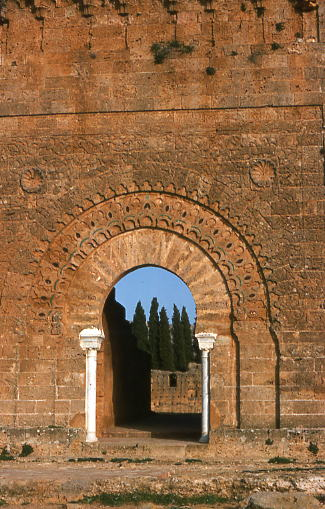
Минарет в Мансуре, построенной маринидами мечети

Флаг Тлемсена представлял синий полумесяц на белом поле, направленный вверх. На короткий период город был захвачен султаном Маринидов, Абу аль-Хасаном Али (1337—1348). После основания в 1236 году султанат Абдальвадидов существенно расширил свою территорию, и на пике своего существования в XV веке контролировал большую часть Атласских гор, включая современный Тунис. В 1509 году испанцы завоевали Оран, после чего постоянные атаки берберов вынудили их атаковать Тлемсен. Наступление, произошедшее в 1543 году, было объявлено римской католической церковью крестовым походом. Испанцам не удалось взять город, но стратегически неудачное расположение Тлемсена вынудило султанов перенести центр тяжести государства в Алжир, укреплённую пиратскую базу.
Во времена инквизиции в Испании Тлемсен стал одним из основных пунктов назначения для евреев, спасающихся от инквизиции.
В 1553 году государство Абдальвадидов стало протекторатом Османской империи, которая вела морскую войну с Испанией на Средиземном море. В 1671 году Тлемсен и другие алжирские провинции снова стали фактически независимыми, хотя столица государства была перенесена в Алжир, и значение Тлемсена существенно уменьшилось. Испанцы были изгнаны из Орана в 1792 году, но через тридцать лет им на смену пришли французы, занявшие город Алжир. В 1830 году, после бомбардировки Алжира с моря, дей капитулировал и признал французскую колониальную власть, однако сопротивление Франции продолжалось во внутренних областях Алжира и координировалось из Тлемсена. Сопротивление возглавлял эмир Абд аль-Кадир, с поражением которого в 1844 году власть в Алжире полностью перешла к Франции.
Тлемсен был популярен как место отдыха для французского населения в Алжире, благодаря более умеренному климату, чем в Алжире и Оране. Он не принял заметного участия в движении за независимость Алжира в середине XX века.

## Население
| Год  | Численность | Численность |
| ---- | ----------- | ----------- |
| 1966 | 72 200      | [ 6 ]       |
| 1987 | 146 000     | [ 7 ]       |
| 2008 | 173 531     | [ 8 ]       |

## Достопримечательности

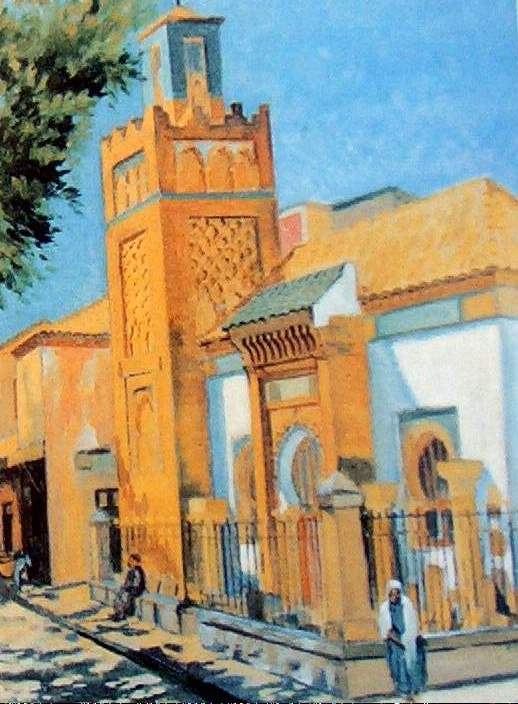
Мечеть Сиди-Бельхассен

Около 45 зданий и сооружений в Тлемсене и окрестностях официально отнесены к памятникам архитектуры и истории. Среди них находятся следующие:
- Тлемсенская соборная мечеть основана в 1086 году и представляет собой, вместе с соборными мечетями Алжира и Недромы, одно из последних сооружений Альморавидов. Украшения Михраба напоминают Соборную мечеть Кордовы.
- Мешуар — дворец Абдальвадидов. Был разрушен в колониальный период, от него осталась лишь внешняя стена.
- Мечеть Сиди-Бельхассен — построена в 1296 году абдальвадидским султаном Отманом, в настоящее время содержит городской музей.
- Мансура — единственное сооружение в городе, оставшееся от краткого периода правления Маринидов в XIV веке, минарет и стены, находящиеся в западном пригороде Тлемсена.
- Медина Эль-Эуббад — мечеть и медресе на скалистом плато, построенные Маринидами в XIV веке. Содержит также мавзолей Сиди Бумедьена, мусульманского богослова, почитаемого как покровителя Тлемсена.
- Могила Рабб Альн Кауа, место паломничества еврейской общины Тлемсена.
- Плато Лалла Сетти — доминирует над городом, с плато открываются панорамы Тлемсена.

## Уроженцы
- Мухаммед Диб (1920—2003) — известный алжирский писатель.
- Патрик Брюэль (1959) — французский певец и киноактёр.
- Мурад Медельси (1943–2019) – министр иностранных дел Алжира (2007–2013).